# San Cebrián de Castro
San Cebrián de Castro è un comune spagnolo di 325 abitanti situato nella comunità autonoma di Castiglia e León.